# Ålands yrkesgymnasium

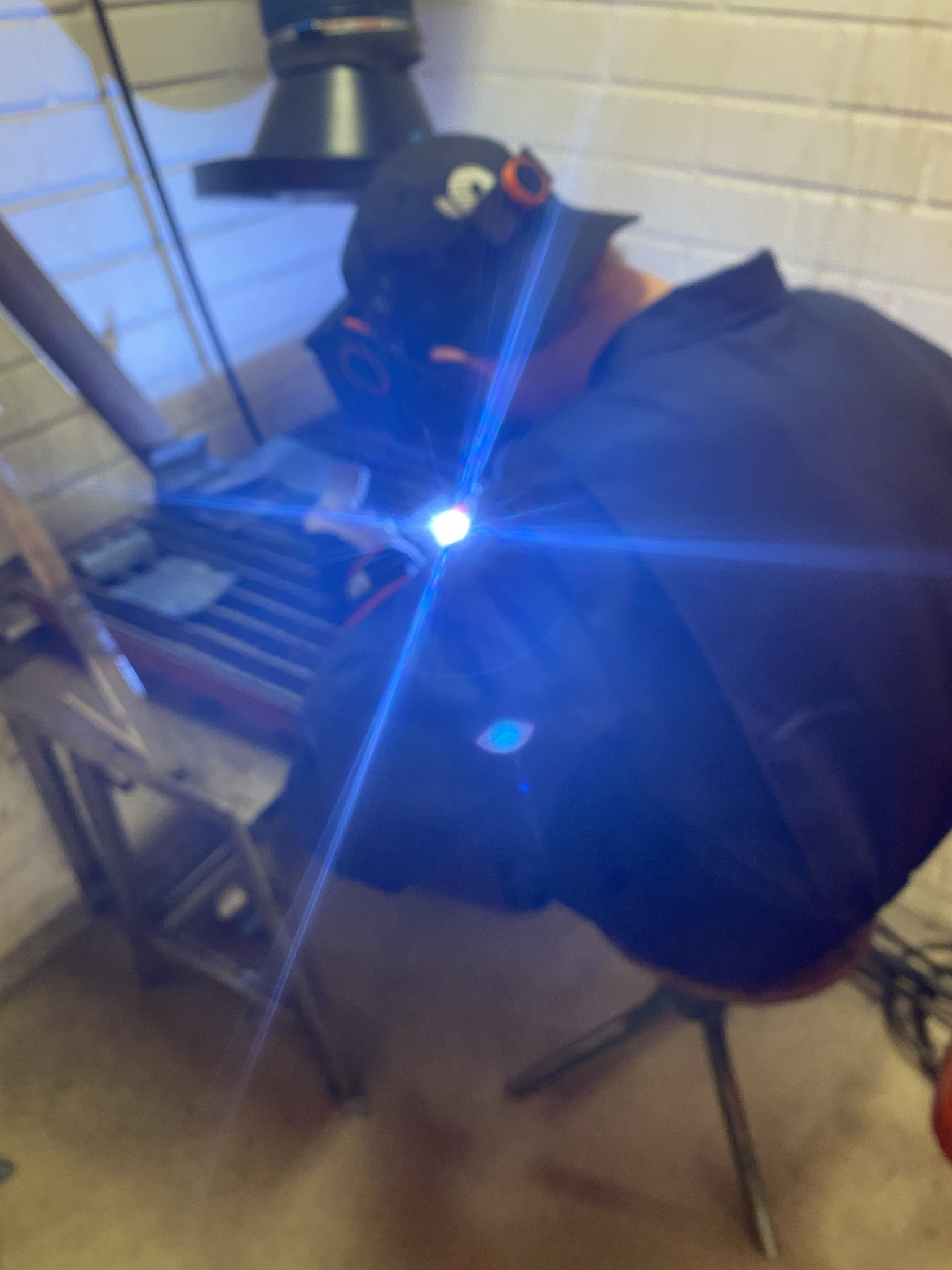
Studerande utför arbete inom svetsning

Ålands yrkesgymnasium är en skola i Mariehamn på Åland som erbjuder gymnasieutbildning med yrkesinriktning inom ett flertal olika utbildningsprogram. Ålands yrkesgymnasium är en av två skolor som ingår i utbildningsmyndigheten Ålands gymnasium. Den andra skolan är Ålands lyceum.
Utbildningsutbudet motsvarar det som tidigare erbjöds vid Ålands Hotell- och Restaurangskola, Ålands handelsläroverk, Ålands sjömansskola, Ålands vårdinstitut och Ålands yrkesskola. Sedan 1.8.2011 täcks alla dessa tidigare skolors verksamhet av Ålands yrkesgymnasium.
Sjöfartsprogrammen vid Ålands yrkesgymnasium fungerar som en del av Alandica Shipping Academy.